# La fabbrica del terrore
La fabbrica del terrore è un saggio di Webster Griffin Tarpley del 2005. Il libro è alla sua quarta edizione statunitense aggiornata.

## Contenuto
Tratta della teoria del complotto del cosiddetto terrorismo di stato nell'era della globalizzazione, ed è incentrato sugli attacchi terroristici dell'11 settembre 2001, ma dedica vari capitoli anche alle operazioni interpretate come false flag che vanno dalla Congiura delle polveri del XVII secolo agli Anni di piombo italiani, passando per quel filone del terrorismo che, nell'interpretazione di Tarpley, è apparentemente "rosso", di stampo comunista, ma in realtà pilotato da centri organizzativi della NATO e legata, per esempio, a operazioni segrete come Gladio.
Tesi di fondo del libro è che l'11 settembre 2001 sarebbe avvenuta una presunta "enorme provocazione", una sorta di colpo di Stato, o un super-golpe mondiale, basato su un'operazione militare false flag attribuita ad Al-Qaida, ma in realtà perpetrata da un'organizzazione terroristica che taglierebbe trasversalmente le più alte istituzioni statunitensi, i servizi segreti, e sarebbe, in sostanza, una sorta di "Piovra" del complesso militare-industriale statunitense e non solo, che avrebbe richiesto il coinvolgimento diretto di enti come la CIA e servizi segreti di altri paesi, Gran Bretagna in primis.

## Accoglienza della critica
In Italia il libro è stato accolto favorevolmente da Franco Cardini, docente dell'Università di Firenze, e da Giulietto Chiesa mentre il sociologo Massimo Introvigne lo ha stroncato su il Giornale (15 novembre 2007), senza analizzare in dettaglio gli argomenti del libro ma offrendo un'analisi del "complottismo" e di alcune tesi di Tarpley come fenomeno sociale. L'unica vera e propria recensione su un quotidiano nazionale consiste in un favorevole articolo de il manifesto (4 settembre 2007) di Marina Montesano, docente di storia all'Università di Genova.

## Argomenti
- 11 settembre (2001)
- Caso Moro (1978)
- Attentati di Londra del 2005 (2005)
- Attentati dell'11 marzo 2004 a Madrid (2003
- Afghanistan (2001) guerra
- Iraq (1973)-(1975)-guerra
- Cospirazione
- Congiura delle polveri

## Edizioni
- Webster Griffin Tarpley, La fabbrica del terrore, Arianna editrice, 2007,  p. 653, ISBN 978-88-87307-56-6.